# توماس ووكر غيلمر
توماس ووكر غيلمر (بالإنجليزية: Thomas Walker Gilmer) (و. 1802 – 1844 م) هو سياسي، ومحام من الولايات المتحدة الأمريكية ولد في مقاطعة ألبمارل.
وهو عضو في حزب اليمين، والحزب الديمقراطي الأمريكي .